# Miss Afrique du Sud 2009
Miss Afrique du Sud 2009, est la 55e élection de Miss Afrique du Sud, s'est déroulée le 13 décembre 2009 au Superbowl de Sun City.
La gagnante, Nicole Flint, succède à Tatum Keshwar, Miss Afrique du Sud 2008.

## Classement final
| Titre                    | Candidates                            |
| ------------------------ | ------------------------------------- |
| Miss Afrique du Sud 2009 | - Gauteng - Nicole Flint              |
| 1re princesse            | - Gauteng - Matapa Maila              |
| 2e princesse             | - Cap occidental - Lisa Maree Van Zyl |
| 3e princesse             | - Gauteng - Mahlatse Mkhawana         |
| 4e princesse             | - État-Libre - Joanne Cronje          |

## Candidates
| Nom                | Âge    | Taille | Province représentée | Domicile     |
| ------------------ | ------ | ------ | -------------------- | ------------ |
| Evette Wessels     | 22 ans | 1,75 m | Gauteng              | Pretoria     |
| Lisa Maree Van Zyl | 23 ans | 1,78 m | Cap occidental       | Le Cap       |
| Karlien Seegers    | 25 ans | 1,82 m | Cap occidental       | Le Cap       |
| Matapa Maila       | 24 ans | 1,69 m | Gauteng              | Johannesburg |
| Carol Makhathini   | 24 ans | 1,72 m | KwaZulu-Natal        | Durban       |
| Joanne Cronje      | 18 ans | 1,79 m | État-Libre           | Bloemfontein |
| Taki Simeli        | 20 ans | 1,77 m | Gauteng              | Johannesburg |
| Melody Zulu        | 23 ans | 1,83 m | Gauteng              | Johannesburg |
| Legogang Keagile   | 19 ans | 1,81 m | Gauteng              | Johannesburg |
| Mahlatse Mkhawana  | 20 ans | 1,76 m | Gauteng              | Johannesburg |
| Nicole Flint       | 21 ans | 1,74 m | Gauteng              | Pretoria     |
| Michelle Bruno     | 24 ans | 1,80 m | KwaZulu-Natal        | Durban       |

## Observations